# Senica
Senica (deutsch Senitz, auch Markt Senitz, ungarisch Szenice – bis 1907 Szenic) ist die größte Stadt des gleichnamigen Bezirks sowie ein Wirtschaftszentrum in der nördlichen Westslowakei. Sie befindet sich an der Teplica vor deren Einmündung in die Myjava und an der Bahnstrecke Trnava–Kúty.

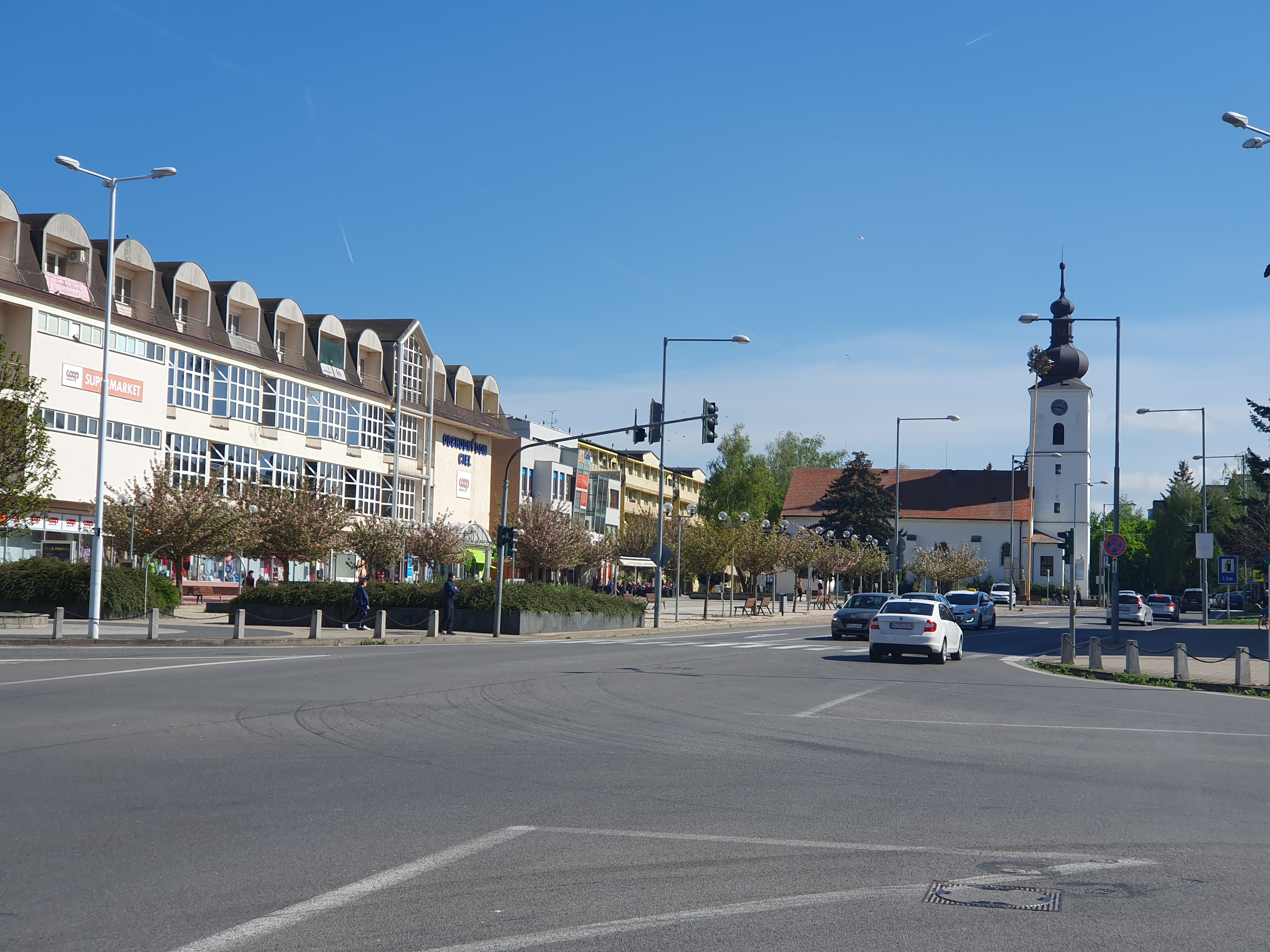
Marktplatz in Senica

## Geschichte
Der Ort wurde 1217 zum ersten Mal als Scynte erwähnt und war schon zur Bronzezeit besiedelt. Im 16. Jahrhundert kam es zum Zuzug einiger deutscher Habaner in den Ort.

## Bevölkerung
| Jahr:                | 1994.  | 2004.   | 2014.   | 2024.   |
| -------------------- | ------ | ------- | ------- | ------- |
| Anzahl der Personen: | 21.038 | 21.028  | 20.352  | 19.137  |
| Unterschied:         |        | -0,04 % | -3,21 % | -5,96 % |

| Jahr:                | 2023.  | 2024.   |
| -------------------- | ------ | ------- |
| Anzahl der Personen: | 19.280 | 19.137  |
| Unterschied:         |        | -0,74 % |

## Sehenswürdigkeiten
Im Ort gibt es 3 Kastelle sowie eine katholische und eine evangelische Kirche.

## Stadtgliederung

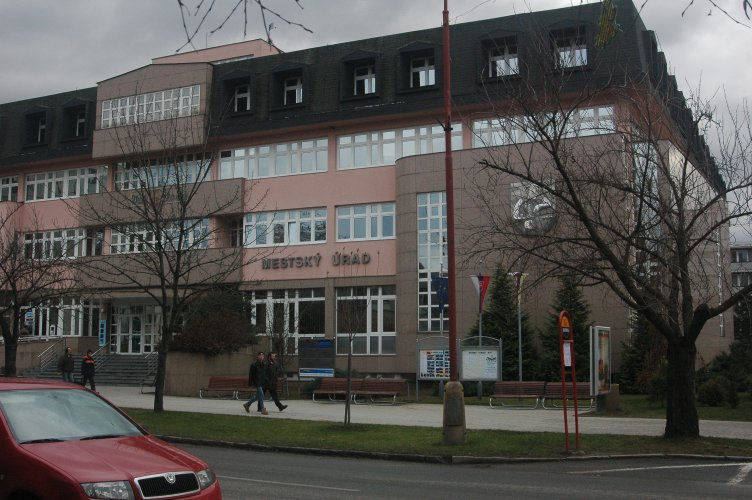
Rathaus von Senica

Senica besteht aus den 4 Gemeindeteilen:
- Čáčov (1971 eingemeindet),
- Kunov (1976 eingemeindet),
- Senica
- und Sotina (1944 eingemeindet).

## Söhne und Töchter der Stadt
- Viliam Pauliny-Tóth (1826–1877), Politiker und Schriftsteller
- Henrich Ravas (* 1997), Fußballtorhüter